# Ferrassières
Ferrassières település Franciaországban, Drôme megyében. Lakosainak száma 123 fő (2022. január 1.). Ferrassières Les Omergues, Revest-du-Bion, Barret-de-Lioure, Montbrun-les-Bains, Aurel és Saint-Trinit községekkel határos.

## Népesség
A település népességének változása:
| Lakosok száma | 109  | 124  | 106  | 118  | 118  | 116  | 127  | 124  | 122  | 123  |
|               | 1968 | 1982 | 1990 | 2006 | 2013 | 2015 | 2017 | 2019 | 2020 | 2022 |